# كايو باوليستا
كايو باوليستا هو لاعب كرة قدم برازيلي في مركز الهجوم، ولد في 11 مايو 1998 في ساو باولو في البرازيل. لعب مع نادي أفاي لكرة القدم.

## وصلات خارجية
- كايو باوليستا على موقع قاعدة بيانات كرة القدم.إي يو (الإنجليزية)
- كايو باوليستا على موقع Soccerway.com (الإنجليزية)